# Drzewołaz niebieski
Drzewołaz niebieski, drzewołaz malarski, drzewołaz lazurowy, drzewołaz błękitny (Dendrobates tinctorius) – gatunek owadożernego płaza bezogonowego z rodziny drzewołazowatych (Dendrobatidae). 

## Występowanie
Występuje w Gujanie, Surinamie, Gujany Francuskiej oraz na przyległych obszarach Brazylii w stanach Amapá i Pará. Zamieszkuje nizinne lasy deszczowe leżące na wysokości 0–600 m n.p.m. W zamieszkiwanym przez D. tinctorius środowisku w dzień temperatura wynosi 22–27 °C, w nocy około 20 °C. Drzewołazy niebieskie preferują okolice strumieni i pokryte mchem kamienie; przeważnie przebywają na ziemi, niekiedy są znajdywane na drzewach do wysokości 5 m nad ziemią.

## Morfologia
Drzewołazy niebieskie osiągają długość ciała 3–4,5 cm przy masie około 3 g. Samice są nieco większe od samców. W skórze tego gatunku znajdują się liczne gruczoły produkujące wydzielinę zawierającą toksyczne alkaloidy. Sam płaz ubarwiony jest niebiesko, na brzuchu jaśniej. Na grzbiecie i głowie występują ciemnoniebieskie i czarne plamy.

## Rozród
Samica składa 5–10 jaj, z których po 14–18 dniach wykluwają się kijanki; mierzą około 10 mm, z czego blisko 6 mm przypada na ogon. Po 12–14 tygodniach stają się samodzielne; wcześniej żywią się jeszcze niezapłodnionymi jajami składanymi przez samicę. Rola samca sprowadza się do przeniesienia kijanek z miejsca złożenia jaja do małego zbiornika wody, nawet tego utworzonego przez liście rośliny czy małej dziupli. Dojrzałość płciową drzewołazy niebieskie osiągają w wieku około 2 lat; w niewoli dożywają 12 lat.